# Marbella Cup
Marbella Cup – międzynarodowy towarzyski klubowy turniej piłkarski rozgrywany od 2004 roku na Costa del Sol w Hiszpanii, od 2011 roku odbywa się regularnie. W turnieju bierze udział cztery lub osiem zespołów.

## Finały
| Edycja | Rok       | Zwycięzca                | Wynik                                 | Finalista            | Stadion        | Data               | Ilość drużyn   |
| ------ | --------- | ------------------------ | ------------------------------------- | -------------------- | -------------- | ------------------ | -------------- |
| I      | 2004      | Borussia Mönchengladbach | 0:0, k. 3:2                           | Borussia Dortmund    | Marbella       | 2 – 8 lutego 2011  | 4              |
| -      | 2005–2010 | Nie rozgrywano           | Nie rozgrywano                        | Nie rozgrywano       | Nie rozgrywano | Nie rozgrywano     | Nie rozgrywano |
| II     | 2011      | Dnipro Dniepropetrowsk   | 0:0, k. 6:5                           | Polonia Warszawa     | Marbella       | 2 – 8 lutego 2011  | 8              |
| III    | 2012      | Rubin Kazań              | 2:1                                   | Dynamo Kijów         | Marbella       | 3 – 9 lutego 2012  | 8              |
| IV     | 2013      | Athletico Paranaense     | 1:0                                   | Dinamo Bukareszt     | Marbella       | 7 – 10 lutego 2013 | 8              |
| IV     | 2014      | Dinamo Bukareszt         | 2:0                                   | IFK Göteborg         | Marbella       | 3 – 6 lutego 2014  | 4              |
| IV     | 2015      | Lokomotiw Moskwa         | na podstawie pozycji w fazie grupowej | Athletico Paranaense | Marbella       | 3 – 10 lutego 2015 | 4              |
| -      | 2016      | Nie rozgrywano           | Nie rozgrywano                        | Nie rozgrywano       | Nie rozgrywano | Nie rozgrywano     | Nie rozgrywano |
| V      | 2017      | Inter Mediolan           | na podstawie pozycji w fazie grupowej | Marbella FC          | Marbella       | 3 stycznia 2017    | 3              |

## Statystyki
| Lp.   | Klub                     | Zdobywca | Finalista | Lata triumfów |
| ----- | ------------------------ | -------- | --------- | ------------- |
| 1-2.  | Athletico Paranaense     | 1        | 1         | 2013          |
|       | Dinamo Bukareszt         | 1        | 1         | 2014          |
| 3-7.  | Borussia Mönchengladbach | 1        | 0         | 2004          |
|       | Dnipro Dniepropetrowsk   | 1        | 0         | 2011          |
|       | Inter Mediolan           | 1        | 0         | 2017          |
|       | Lokomotiw Moskwa         | 1        | 0         | 2015          |
|       | Rubin Kazań              | 1        | 0         | 2012          |
| 8-11. | Borussia Dortmund        | 0        | 1         |               |
|       | Polonia Warszawa         | 0        | 1         |               |
|       | Dynamo Kijów             | 0        | 1         |               |
|       | Marbella FC              | 0        | 1         |               |